# Ернст Штюкельберг (фізик)
Ернст Карл Герлах Штюкельберг (нім. Ernst Carl Gerlach Stückelberg; 1 лютого, 1905, Базель — 4 вересня, 1984, Женева) — швейцарський математик і фізик.

## Кар'єра
1927 року Штюкельберг отримав ступінь доктора філософії в університеті Базеля. Його керівником був Август Гаґенбах.
1934 року він розробив повністю коваріантну теорію збурень для квантових полів [Архівовано 8 січня 2016 у Wayback Machine.]. З цієї роботи, «Підхід Штюкельберга був значно могутнішим, але не був прийнятий іншими в той час». Зараз, попри переваги, цей підхід майже забутий. Однак незважаючи на явну коваріантність, метод Штюкельберга не використовує хибного вакууму. Див. також тут [Архівовано 16 квітня 2021 у Wayback Machine.].
Незалежно від Хідекі Юкави, він розвинув теоретичне пояснення сильної взаємодії за допомогою векторних обмінних бозонів у 1935 році.
Він запропонував закон збереження баріонного числа.
1941 року він запропонував інтерпретацію позитрона, як електрона з додатною енергією, який рухається назад в часі.
1976 року отримав Медаль Планка.